# Abdullah Öcalan
Pour les articles homonymes, voir Apo.
Abdullah Öcalan, également connu sous le surnom d'Apo, né le 4 avril 1949 dans le village de Ömerli (Amara en kurde, rattaché à la ville de Halfeti), est un homme politique kurde de nationalité turque, et le leader du Parti des travailleurs du Kurdistan.
Öcalan fonde en 1978 le Parti des travailleurs du Kurdistan (PKK), sur la base d'un programme revendiquant un Kurdistan unifié, indépendant et socialiste. Son organisation lance une lutte armée prolongée en 1984, avant qu'il ne propose plusieurs trêves au cours de la décennie suivante. Au cours des années 1990, il abandonne ses revendications maximalistes, donnant désormais la priorité à une solution politique, pacifique et démocratique à la question kurde.
Öcalan est capturé le 15 février 1999 au Kenya par les services secrets américains, israéliens et grecs puis emprisonné en Turquie, où il est condamné à la peine de mort pour terrorisme. La sentence n'est cependant pas mise à exécution, le pays abolissant la peine capitale en 2002. Sa peine est alors commuée en prison en vie ; il est détenu sur l'île d'İmralı. En 2008, ses avocats et Amnesty International dénoncent des tortures à son encontre par les gardiens.
Au cours de ses premières années de prison, où il développe une relation épistolaire avec le penseur libertaire Murray Bookchin, il élabore l'idée d'un confédéralisme démocratique, théorisant une société fédéraliste et communaliste en dehors des structures étatiques, où démocratie directe, écologisme et féminisme sont liés. Elle est mise en pratique, depuis la guerre civile syrienne, au « Rojava » (simplification de Rojavayê Kurdistan, Kurdistan occidental ou Kurdistan Ouest), région kurde autonome de la Syrie, par le Parti de l'union démocratique, proche du PKK.
En février 2025, il appelle à la dissolution du mouvement kurde et à la cessation de la lutte armée.

## Biographie

### Origines, enfance et formation
Abdullah Öcalan, dont la mère (Öveys) est turque et le père (Ömer) kurde, est né le 4 avril 1949 dans une famille modeste à Amara (tr), Şanlıurfa, dans le sud-est de la Turquie. Le village ne possédant pas d’école, il commence sa scolarité dans un village voisin s'appelant Saylakkaya (Appelé Cibin, anciennement village arménien).
Au cours de son enfance, Abdullah Öcalan se montre rapidement rebelle : il critique les règles familiales et choisit lui-même ses amis, contre l'avis de ses parents. Il entraîne les enfants du village dans des expéditions dans les collines environnantes. À la suite d'une dispute avec son père, à l'âge de onze ans, il s'enfuit de la maison et se réfugie dans une bourgade où habite sa sœur. Il y passe l'été en travaillant aux champs,.
Il postule pour entrer dans un lycée militaire mais échoue au concours. Il est admis en revanche au lycée professionnel du cadastre. Après avoir obtenu son diplôme, il travaille à l'office du cadastre de Diyarbakir durant une année. Par la suite, il entreprend des études à la faculté de droit d'Istanbul, puis à la faculté de sciences politiques d’Ankara,.

### Premiers pas en politique
Il a commencé comme un musulman très conservateur qui aimait Necip Fazıl Kısakürek. Les années 1970 sont marquées en Turquie par une agitation politique intense. Les mouvements étudiants deviennent actifs en particulier à Ankara et à Istanbul. Öcalan, à l’époque très pieux, est d'abord un sympathisant de la droite turque, hésitant entre les Associations de lutte contre le communisme de Demirel, l'extrême droite, et les islamistes. Il s'intéresse aussi au mouvement national kurde en Irak, incarné alors par la rébellion menée au Kurdistan irakien par Mustafa Barzani. Il affirme avoir été ensuite convaincu par le socialisme, au détriment de l'islam, en lisant un petit livre de Leo Huberman,.
À la suite de la disparition des leaders étudiants tels que Mahir Cayan et Deniz Gezmis, il participe aux manifestations de protestation. Il milite un temps dans la principale organisation étudiante, la Fédération de la jeunesse révolutionnaire, Dev-Genç. En 1972, alors qu'il étudie toujours à la faculté de sciences politiques à Ankara, il est arrêté lors d’une distribution de tracts en solidarité avec les militants du THKP-C et de la THKO, tués au cours d'un affrontement avec la gendarmerie à Kızıldere. Il est condamné à sept mois de prison. Il purge sa peine à la prison militaire de Mamak, en compagnie d'autres militants de la mouvance de Dev-Genç.

### L'ADYODet la naissance d'une réflexion autonome: trois idées principales
Durant sa période de détention, il lit et effectue des recherches et des analyses. Ces mois de détention vont jouer un rôle important dans l'élaboration de ses conceptions politiques.
À sa sortie de prison, il participe à la réunification du mouvement étudiant et y joue un rôle primordial. En 1974, il prend la tête, à l'université d'Ankara, de l'ADYOD (Association démocratique de l'enseignement supérieur d'Ankara). Néanmoins, Öcalan constate que, même au sein de cette association, on évite d'aborder la question kurde. En effet, les organisations de la gauche radicale turque sont alors toutes marquées par deux caractéristiques. Elles sont d'une part kémalistes : c'est-à-dire qu'elles considèrent que le premier ennemi du peuple et de la nation turque est l'« impérialisme occidental ». D'autre part, ces organisations sont aussi toutes dominées par la théorie de la « révolution par étapes », c'est-à-dire qu'elles considèrent que la Turquie est elle-même une « nation opprimée » et que la priorité est de mener la « révolution nationale démocratique pour libérer la patrie turque de l’impérialisme ». Même quand elles reconnaissent l'existence du peuple kurde et l'oppression dont il est victime, ces organisations estiment que cette question serait facilement résolue après la victoire de la « révolution nationale démocratique » turque.
Mihri Belli (en), l'une des figures de proue les plus influentes de la gauche radicale turque et de la « génération 68 » en Turquie, répète inlassablement sa position, qui correspond à la quasi-totalité de ces mouvements : « Il faut faire la révolution avec les Kurdes, et, ensuite, nous leur accorderons des droits culturels. Telle est la juste solution marxiste du problème ».
En conséquence, les analyses d'Öcalan vont le mener à dégager trois idées principales, qui marquent le début d'une réflexion totalement autonome par rapport à la gauche turque. La première idée est que le Kurdistan est une colonie. La deuxième idée est que le Kurdistan nécessite une guerre de libération nationale. La troisième idée est que le processus de libération du Kurdistan exige, comme condition préalable, deux ruptures radicales : la première avec la gauche turque, qualifiée de « social-chauvine » ; la deuxième avec les autres groupes et organisations kurdes, qualifiés de « nationalistes primitifs »,.

### Les «Apocular»
Un autre événement déterminant a lieu au printemps 1975. En mars, l'Iran et l'Irak signent les accords d'Alger, qui provoquent directement l'effondrement du mouvement de révolte mené en Irak par Mustafa Barzani. Alors que cette défaite est ressentie durement dans tout le Kurdistan, Öcalan proclame qu'il incombe désormais à la jeunesse kurde de Turquie d'organiser une nouvelle résistance visant à libérer le Kurdistan dans son ensemble. Ses partisans vont commencer à sillonner les régions kurdes pour y enquêter sur la réalité sociale et pour établir des contacts avec la population. Ils vont rapidement se heurter aux autres organisations kurdes (tout particulièrement les KUK), aux groupes de la gauche turque et aux organes de contre-guérilla de l'État. Au cours de cette période, le groupe diffuse ses premiers tracts dans les régions kurdes en les signant du nom d'Armée de libération nationale (UKO, Ulusal Kurtuluş Ordusu). Mais, rapidement, les jeunes militants vont se faire connaître sous le surnom d'« Apocular » (« partisans d'Apo » ou « apoïstes »).

### Fondateur et président du PKK
Ses idées attirent l'intérêt de la jeunesse et de la population des régions kurdes de Turquie. Le groupe, au départ peu nombreux, commence à prendre de l'ampleur. Il commence à inquiéter l'État, mais s'attire aussi l'inimitié des structures féodales locales, des groupes de la gauche turque et des autres organisations kurdes (tout particulièrement les KUK). En 1977, l'un des fondateurs du mouvement, un Turc originaire de la région de la mer Noire nommé Haki Karer, est assassiné à Antep en 1977 par un groupuscule kurde, Stêrka sor,.
Cet assassinat incite le groupe informel à s'organiser de manière plus structurée et à fonder un véritable parti. Mazlum Dogan commence à rédiger les textes de base, dont le futur manifeste du Parti des travailleurs du Kurdistan (PKK). En 1978, dans un village appelé Fis, non loin de la ville de Diyarbakir, se tient le premier congrès qui donne naissance au Parti des Travailleurs du Kurdistan. Le parti se développe alors rapidement dans le sud-est du pays.
Le commandement de l'armée turque estime que la popularité du PKK, conjuguée à l'état de violence politique que connaît alors le pays, met gravement en danger la survie même de l’État. En conséquence, le 12 septembre 1980, un coup d’État militaire est organisé par le général Kenan Evren, sous le prétexte de rétablir l'ordre en Turquie et de garantir la pérennité des institutions étatiques léguées par Mustafa Kemal Atatürk. la constitution est suspendue, tous les partis politiques sont interdits. De nombreux cadres du PKK, dont Mazlum Dogan, Hayri Durmus et Kemal Pir sont arrêtés, torturés et emprisonnés.
Toutes les voies vers une lutte politique étant fermées, le mouvement kurde, sous la direction d'Öcalan, s'engage dans la lutte armée en août 1984. Cette lutte armée prend, en 1990, la tournure d’un soulèvement populaire. Afin d’empêcher les destructions causées par la guerre et d’ouvrir la voie vers une résolution politique et démocratique, Öcalan propose des trêves en 1993, 1995 et 1998 mais celles-ci s’avèrent être unilatérales.
Les dirigeants turcs n’ont jamais répondu favorablement à ces trêves. Malgré cela, Öcalan déclare la fin des combats le 1er septembre 1998 afin de permettre des négociations politiques et diplomatiques. La Turquie, refusant les négociations, menace la Syrie de guerre et, dans le cadre de l'accord d'Adana, Öcalan doit s’exiler en Europe afin de trouver une solution au problème. Il séjournera en Grèce, en Russie et en Italie. Depuis 1998, il poursuit sa lutte contre la guerre et rappelle qu’une solution politique et pacifique est possible.

### Le «complot international du 9 octobre» et l'arrestation d'Abdullah Öcalan

L'île-prison d'İmralı (en bas à droite : Öcallan à son jugement en 1999).

Le 15 février 1999, Abdullah Öcalan, fondateur du PKK, est capturé au Kenya par les services secrets américains et israéliens, avec l'aide de certains éléments des services secrets grecs. Le rôle des services secrets turcs, le MIT, s'est révélé en fin de compte minime, limité à effectuer le transport final, du Kenya vers la Turquie. D'après Öcalan et le PKK, cette arrestation est l'aboutissement d'un « complot international », initié le 9 octobre 1998, date à laquelle Öcalan est sommé de quitter Damas, où il résidait depuis de longues années. Son départ de Syrie est effectivement suivie d'un périple à travers de nombreux pays, dont le dirigeant kurde est systématiquement expulsé de diverses manières.

#### De la Grèce à Rome, en passant par Moscou
Ainsi, après avoir quitté Damas, le président du PKK s'envole pour la Grèce, où il bénéficie d’importants soutiens, dont un général, un amiral à la retraite, un groupe d’une douzaine de députés très actifs dans le soutien à la cause kurde (de droite comme de gauche), des officiers supérieurs de l’EYP (les services secrets). Ceux-ci sont parvenus à obtenir une invitation officielle, soutenue par la signature de 109 députés du parlement grec. Mais à son arrivée le 9 octobre à Athènes, il est expulsé sans explication par les services secrets grecs. Il s'envole le même jour pour Moscou, où il demande l'asile politique. Il y est accueilli notamment par l'influent homme politique Vladimir Jirinovski, qui l'héberge. Le 4 novembre, la Douma, le Parlement russe, accorde l'asile politique au président du PKK, par 298 voix contre une. Le lendemain, le porte-parole du département d'État américain, James Rubin, affirme condamner la décision du parlement russe et réclame à la Russie l'expulsion immédiate d'Abdullah Öcalan. Sur l'ordre du gouvernement de Evgueni Primakov, les services secrets russes proposent au dirigeant kurde de l'exfiltrer à Chypre. Il refuse, mais s'envole pour l'Italie, à l'invitation de députés italiens. Il arrive à Rome le 12 novembre. Dès sa descente d'avion, les gouvernements allemand, suisse, hollandais, belge, autrichien, suédois et grec déclinent tour à tour l'idée de recevoir sinon de juger l’ « ennemi public no 1 » de la Turquie. Il y est mis aux arrêts dans un hôpital militaire et jugé. Il y dépose une demande d'asile politique. Le 21 novembre, la secrétaire d'État américaine, Madeleine Albright, publie un communiqué intimant à tout État concerné de refuser l'asile à Öcalan. Le 24 novembre, le président américain Bill Clinton téléphone en personne par deux fois au Premier ministre italien, Massimo D'Alema, pour exiger l'expulsion du chef du PKK. Au cours de son séjour à Rome, Öcalan ne cesse de donner des interviews et des communiqués, proposant une solution démocratique et pacifique à la question kurde. Le 26 novembre, James Rubin déclare officiellement que les États-Unis demandent l'extradition au plus vite du chef du PKK à la Turquie. De son côté, Öcalan entreprend des démarches afin de pouvoir se rendre en Hollande et se livrer ainsi à la Cour internationale de justice de La Haye,.

#### Dans l'impasse européenne
Mais devant le refus des Pays-Bas et sous la pression des Italiens, le 16 janvier 1999, Öcalan s'envole à nouveau pour Moscou. Or, il est cette fois-ci directement placé en état d'arrestation. Les services secrets russes lui déclarent qu'il sera expulsé dans les deux jours vers une destination qu'ils détermineront eux-mêmes. Le 18, le Premier ministre turc Bülent Ecevit exprime, en conférence de presse, sa satisfaction d'avoir obtenu de la Russie l'expulsion du « chef terroriste ». Öcalan demande alors à être exfiltré vers le Kurdistan. Si dans un premier temps les services russes disent accepter de l'emmener en Arménie, ils décident ensuite de le déposer au Tadjikistan. Madeleine Albright arrive à Moscou le 20, pendant qu'Öcalan débarque à Bishkek, où il est détenu pendant huit jours dans une ferme. Le 28 janvier, il est à nouveau envoyé à Moscou. Là, les services de sécurité lui annoncent qu'il sera renvoyé à Damas. Mais le 29, il parvient à se faire exfiltrer vers Athènes, grâce à l'appui du général en retraite Naxakis. Le lieu de son séjour est cette fois inconnu, dissimulé au gouvernement grec. Il est toutefois découvert le lendemain et emmené auprès du directeur des services secrets grecs, à qui, après avoir à nouveau demandé en vain l'asile politique, il propose à nouveau qu'on l'envoie en Hollande. Afin de contourner les accords de Schengen, il sera d'abord transporté à Minsk, où il descend le 31 janvier,.

#### Une cavale sans issue
Suivant Öcalan, le fait que le sommet du Forum économique mondiale de Davos se déroule au même moment est lourd de signification. Ainsi, son extradition aurait été utilisée comme une carte à jouer dans les négociations entre le président russe Primakov et les sociétés pétrolières américaines au sujet des oléoducs kazakhs, azéris et turcs. À son arrivée dans la capitale biélorusse, Öcalan est informé que tous les aéroports d'Europe ont reçu l'ordre de refuser l'atterrissage à son avion. Öcalan refuse alors de quitter l'appareil, qui va retourner à Athènes où il arrive à quatre heures du matin. Les services secrets grecs le transportent immédiatement sur l'île de Corfou. Le responsable l'informe qu'il sera envoyé secrètement à l'ambassade de Grèce en Afrique du Sud, où il sera protégé par un statut d'immunité diplomatique, en attendant que l'ambassade négocie avec le gouvernement sud-africain. Il est pris en charge par un avion qui, selon ses dires, n'appartient pas à l'armée grecque, ne porte aucune marque d'immatriculation, et dont les occupants s'expriment en anglais. C'est alors que le responsable des services secrets annonce que l'avion est en route pour Nairobi. Le 2 février, Öcalan arrive à Nairobi et est reçu par l'ambassadeur de Grèce. Il se retrouve confiné dans sa résidence, pendant qu'on lui propose une étrange solution, qui consiste à lui faire demander l'asile politique aux Seychelles. Le 10 février, un avion transportant neuf membres des forces spéciales turques se pose à Entebbe, en Ouganda. Cet avion attend cinq jours en Ouganda, avant de se poser le 15 à Nairobi, camouflé sous une fausse immatriculation de Malaisie. À aucun moment, les agents turcs ne descendront de l'avion. À 18 heures, un convoi de cinq véhicules des services secrets kényans encerclent l'ambassade grecque. En violation des règles de la souveraineté diplomatique, mais avec l'aval du gouvernement grec de Konstantínos Simítis, les agents kényans kidnappent le leader kurde dans le jardin de l’ambassade et l'emmènent à l'aéroport. Le transfert entre les jeeps kényanes et l'avion turc est effectué par d'autres hommes, nombreux et armés, qui, selon Öcalan, appartenaient probablement à la CIA ou au Mossad. Le matin du 16, Bülent Ecevit annonce avec fierté en conférence de presse qu'Abdullah Öcalan est désormais en Turquie,,,,,.

### Premières réactions
Depuis son départ de Syrie jusqu'à son arrestation, aussi bien en Europe ou en Russie qu'en Turquie, près de cent personnes d'âges différents s'immolent par le feu sur la place publique, souvent devant les caméras de télévision. Soixante-cinq d'entre elles perdront la vie.

### Jugement, condamnation et détention à İmralı
Il est jugé le 28 avril 1999 pour trahison à la nation, d'après la loi 125 du code pénal turc, et condamné à mort le 29 juin 1999 pour avoir fondé et dirigé une organisation armée considérée comme terroriste. La peine est commuée en prison à vie en 2002 lorsque la Turquie abolit la peine de mort dans la perspective de son adhésion à l'Union européenne. Il est alors le seul détenu de l'île-prison d'İmralı.
Selon ses avocats en 2008, il subit régulièrement des agressions psychologiques — situation dénoncée notamment par Amnesty International et le Comité européen pour la prévention de la torture et des peines ou traitements inhumains ou dégradants. Ils évoquent des agressions physiques par les gardes de la prison ainsi que des menaces de mort. À la suite de ces propos, le Parti de la société démocratique kurde organise des rassemblements dans les grandes villes à majorité kurde de Turquie. Ces informations sont démenties par le ministre de la Justice Mehmet Ali Sahin.
Selon la presse turque, l'incarcération d'Öcallan coûterait 70 000 euros par jour. En 2009, des travaux ont été réalisés pour agrandir la prison afin que d'autres détenus, dont des membres du PKK, y soient incarcérés.
Début 2012, un important mouvement de contestation vis-à-vis du gouvernement turc naît en France à Strasbourg. La communauté kurde, très présente dans la ville, réclame une amélioration de ses conditions de détention, la possibilité pour Abdullah Öcalan de rencontrer ses avocats. Ces manifestations ont rassemblé jusqu'à 40 000 personnes en février 2012 (10 500 selon les autorités).
Par ailleurs, quinze Kurdes entament une grève de la faim, dans une église de Strasbourg, à partir du 1er mars 2012. Elle s'achève 52 jours plus tard, à la suite des déclarations du Parlement européen et du Conseil de l'Europe, selon lesquelles celui-ci envoie des experts de son Comité pour la prévention de la torture afin d'examiner les conditions de détention d'Öcalan.
En 2015, les autorités turques décident de durcir les conditions de sa détention, en lui interdisant toute visite et tout contact avec l’extérieur.
Les autorités turques autorisent, après deux ans d'interdiction, sa famille et en particulier son frère, Mehmet Öcalan, à lui rendre visite en prison durant la semaine de l'Aïd al-Adha. Son frère, après sa visite du 12 septembre 2016, rapporte ainsi les paroles d'Öcalan au public : « Il a dit que si l’État était prêt pour ce projet, nous pourrions le finir en six mois, et que le précédent processus n’était pas complètement effacé. Aucune partie ne peut gagner cette guerre. Il est temps de faire cesser les larmes et le bain de sang, c’est ce qu’il a dit ».
Le 27 février 2025, depuis sa prison, Abdullah Öcalan demande la dissolution du mouvement armé du Parti des travailleurs du Kurdistan (PKK) et l’appelle à déposer les armes.

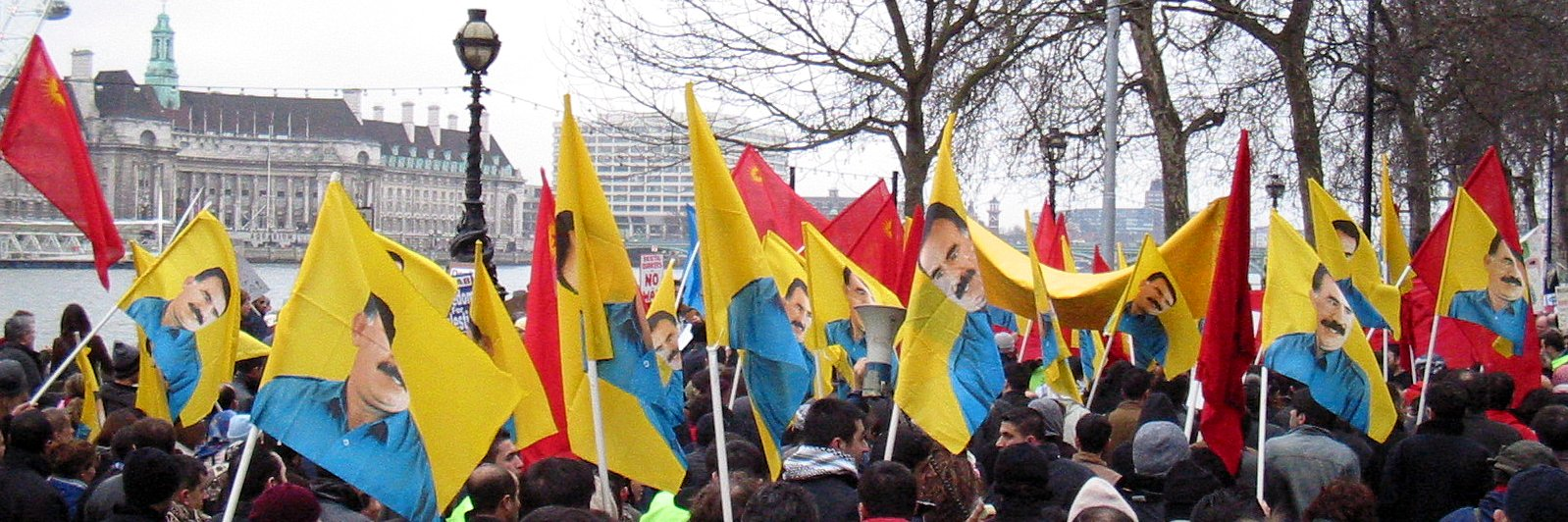
Manifestation du PKK en 2003 à Londres au Royaume-Uni, avec de nombreux drapeaux à l'effigie d'Öcallan.
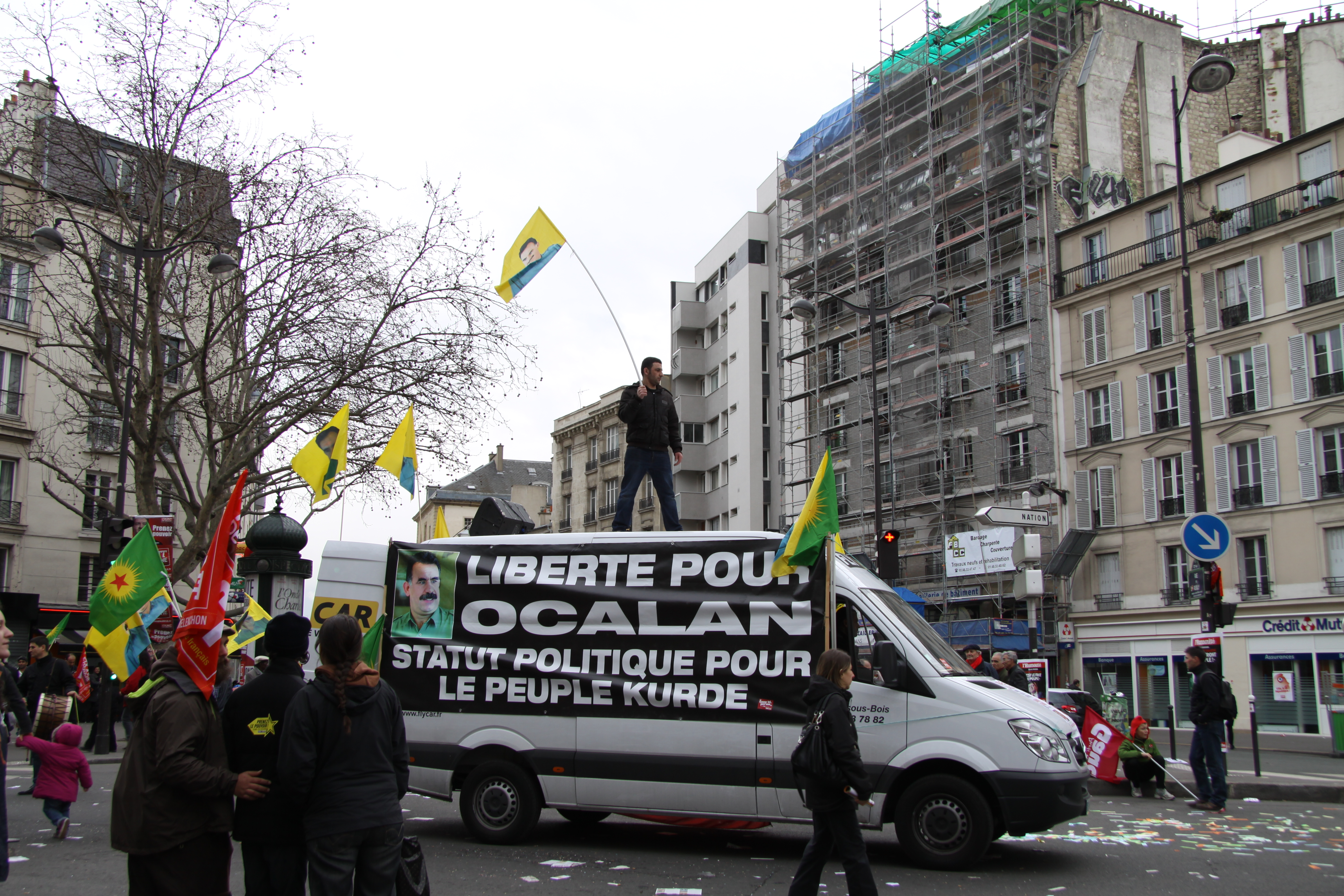
« Liberté pour Öcalan. Statut politique pour le peuple kurde. » Militants kurdes lors d'un meeting du Parti communiste français en 2012.
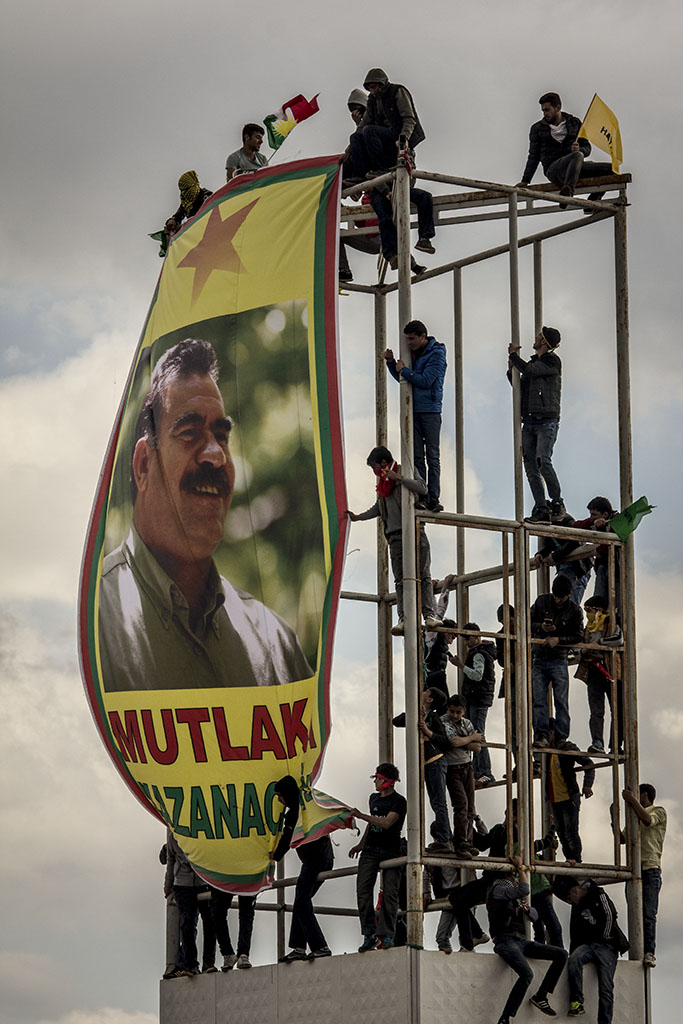
Un portrait géant d'Abdullah Öcalan lors du Nouvel an persan de 2017.

## Le confédéralisme démocratique

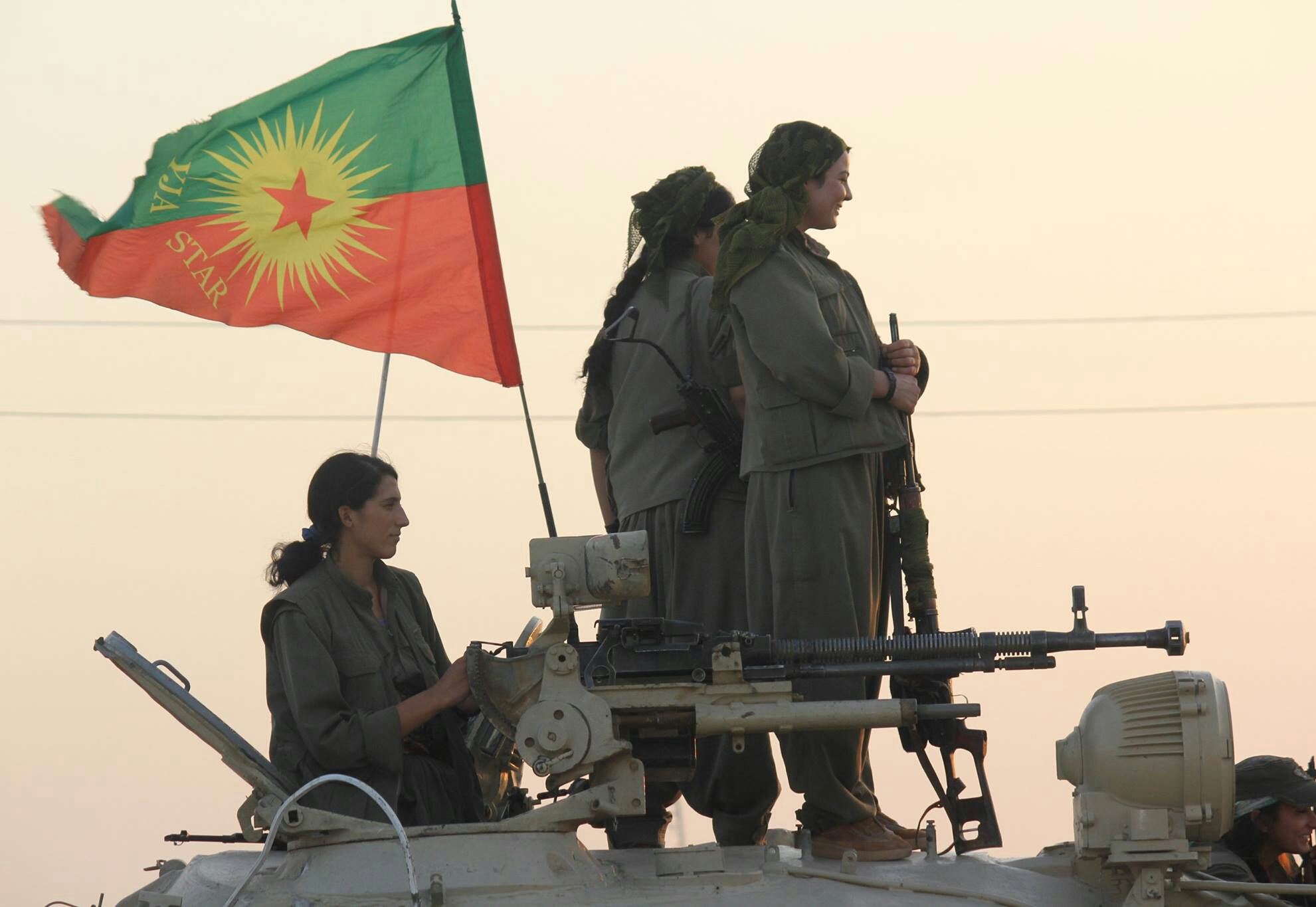
Combattantes du PKK en Syrie, en 2015.

Durant le début des années 2000, Abdullah Öcallan développe le confédéralisme démocratique ou communalisme kurde, qui constitue un « nouveau paradigme », effaçant totalement ce qui restait de son marxisme-léninisme. Son idée, en partie inspirée de sa correspondance avec l'éco-anarchiste Murray Bookchin, théoricien d'un municipalisme libertaire,, mêle démocratie directe et communalisme dans une société autogérée, sans État, et basée sur le fédéralisme intégral,. Il l'associe aussi avec le féminisme et l'écologisme.
Le Parti des travailleurs du Kurdistan adopte officiellement le confédéralisme démocratique en 2005. Le Parti de l'union démocratique (PYD) syrien fait de même par la suite, abandonnant à son tour les oripeaux du marxisme-léninisme.
Le confédéralisme démocratique est mis en place dans la région du Rojava, située au Nord-Est de la Syrie. Elle obtient son autonomie de facto en 2013 dans un contexte de guerre civile. Dirigée par le PYD, elle inscrit l'idéologie dans sa constitution, dite Charte du Contrat social, en 2014.

## Vie privée

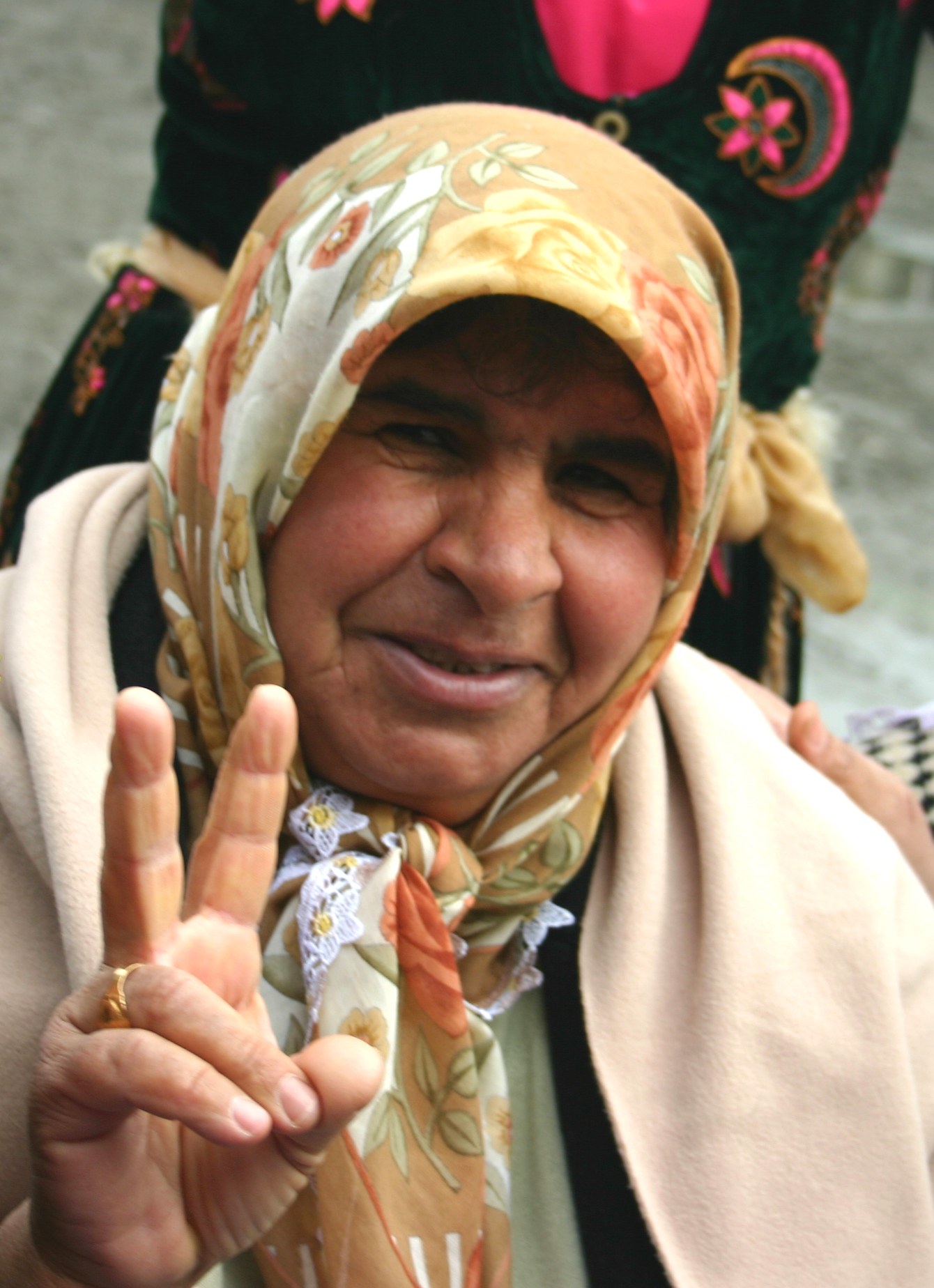
Fatma Öcalan, sœur d'Abdullah, en 2006.

Le 24 mai 1978, il épouse Kesire Yıldırım, une étudiante en faculté de journalisme à l'université d'Ankara, originaire de Dersîm. L'un des témoins du mariage est Muzaffer Hayata, qui deviendra cadre du PKK et passera vingt ans en prison, après son arrestation lors du coup d'État militaire du 12 septembre 1980.
Le 27 novembre 1978, Kesire Yıldırım fait partie des membres fondateurs du PKK. Avec Sakine Cansız, elles sont les deux seules femmes.
En 1987, alors qu'elle se trouve au camp du PKK dans la Bekaa libanaise, Abdullah Öcalan la fait mettre aux arrêts, en raison de son comportement. En 1988, elle quitte le camp et parvient à se réfugier en Hollande, puis en Suède,. En 1999, au début de son procès, Öcalan affirmera avoir divorcé de Kesire.

## Publications
- (tr) Seçme Yazılar, vol. I, éditions Melsa, İstanbul, octobre 1992  (ISBN 978-975-345-017-1)
- (tr) Seçme Yazılar, vol. II, éditions Zagros, İstanbul, juin 1993  (ISBN 978-975-7865-03-2)
- (tr) Politik Rapor, éditions Zagros, avril 1993  (ISBN 978-975-7865-01-8)
- (tr) Kürt Sorununda Demokratik Çözüm Bildirgesi, éditions Mem, İstanbul, juin 1999.
- (tr) Sümer Rahip Devletinden Demokratik Uygarlığa (AİHM Savunmaları), vol. I, éditions Mezopotamya, Cologne, mars 2002  (ISBN 978-3-931885-27-4)
- (tr) Sümer Rahip Devletinden Demokratik Uygarlığa (AİHM Savunmaları), vol. II, éditions Mezopotamya, Cologne, mars 2002  (ISBN 978-3-931885-28-1)
- (tr) Güney Kürdistan'da egemenlik mücadelesi ve devrimci demokratik tutum, éditions Wêşanen Serxwebûn 127, mars 2003
- (tr) Bir Halk Savunmak, éditions Wêşanen Serxwebûn 135, juin 2004
- (tr) Medeniyetin Kökleri, éditions Klaus Happel, Londres, janvier 2007
- (en) Prison Writings I: The Roots of Civilisation, Pluto Press, janvier 2007  (ISBN 978-0-7453-2616-0)
- (tr) Demokratik Toplum Manifestosu, 5 tomes, éditions Mezopotamya, 2009
- (fr) Guerre et paix au Kurdistan : perspectives pour une résolution politique de la question kurde, 2010 (Pdf)
- (fr) Confédéralisme démocratique, 2011 (Pdf)
- (en) Prison Writings Volume II: The PKK and the Kurdish Question in the 21st Century (2011)  (ISBN 9780956751409)
- (en) Prison Writings III: The Road Map to Negotiations (2012)  (ISBN 9783941012431)
- (fr) La Révolution communaliste (préf. Olivier Besancenot), Libertalia, 6 février 2020, 256 p. (ISBN 978-2-3772-9120-5), anthologie